# فورک‌هیل
فورک‌هیل (به انگلیسی: Forkhill) یک روستا در بریتانیا است که در شهرستان آرما واقع شده‌است. فورک‌هیل ۴۹۸ نفر جمعیت دارد.